# Павловка (Верхнерогачикская поселковая община)
Павловка (укр. Павлівка) — село в Верхнерогачикской поселковой общине Каховского района Херсонской области Украины.
Население по переписи 2001 года составляло 358 человек. Почтовый индекс — 74441. Телефонный код — 5545. Код КОАТУУ — 6521584403.

## Местный совет
74441, Херсонская обл., Верхнерогачикский р-н, с. Самойловка, пр. Ленина, 8